# カノジョは官能小説家
『カノジョは官能小説家』（カノジョはかんのうしょうせつか）は、後藤晶の漫画作品。『ヤングガンガン』（スクウェア・エニックス）2006年22号より連載されていた。

## あらすじ
新人編集者・椎名圭介は女流官能小説家・黒鬼千尋の大ファンだった。ある日、椎名は黒鬼の担当になることが決まる。喜び勇んで黒鬼の家へ向かう椎名だったが…

## 登場人物
椎名圭介（しいな けいすけ）
SM官能小説雑誌の新人編集者。新人だが人一倍熱血で、黒鬼千尋の大ファン。興奮すると鼻血を出す。童貞。
黒鬼千尋（くろき ちひろ）
女流官能小説家。美人だが妥協を知らない性格で、度々編集者がついていけなくなり、辞めてしまう。
アユミ
現役の女子大生。黒鬼のところでアルバイトとしてモデルをしている。椎名を一方的にライバル視している。
咲子（さきこ）
黒鬼の身の回りの世話をしている女性。和服の似合う美人。常に落ち着いていて、優しい性格。

## 単行本
スクウェア・エニックスより刊行
1. 第1巻 ISBN 9784757521483
2. 第2巻 ISBN 9784757523173
3. 第3巻 ISBN 9784757525481
4. 第4巻 ISBN 9784757527324
5. 第5巻 ISBN 9784757528628
6. 第6巻 ISBN 9784757530386